# Andrzej Jerzy Sajkiewicz
Andrzej Jerzy Sajkiewicz (ur. ?) – polski menedżer i działacz gospodarczy związany także z Japonią, w latach 2003–2004 ambasador RP w Singapurze.

## Życiorys
Studiował w Polsce, gdzie uzyskał tytuł magistra neofilologii orientalnej, a następnie w Japonii. Na początku lat 90. pracował w biurze radcy handlowego przy ambasadzie RP w Tokio. Był zatrudniony na stanowiskach doradczych, ekonomicznych i menedżerskich w przedsiębiorstwach, m.in. w EY Japan Business Services oraz jako dyrektor generalny w spółce motoryzacyjnej NSK. Wchodził w skład japońskich misji gospodarczych w Europie Środkowo-Wschodniej, był także członkiem rządowych agencji (m.in. Japońskiej Organizacji Handlu Zagranicznego) oraz wiceprzewodniczącym Polsko-Japońskiego Komitetu Gospodarczego. Autor publikacji z zakresu zarządzania. W 2003 mianowany pierwszym polskim ambasadorem w Singapurze, pełnił tę funkcję do 2004. W 2007 zgłosił swoją kandydaturę w konkursie na prezesa TVP.
Zna język japoński.